# Nationaal park Orhei
Nationaal park Orhei (Moldavisch: Parcul Național Orhei) is een nationaal park in Moldavië. Het nationaal park beslaat 33792,09 hectare en ligt een vijftigtal kilometer ten noorden van Chişinău. Het werd gesticht op 12 juli 2013 en was het eerste nationaal park van Moldavië. Het park bestaat voornamelijk uit loofbossen (56 procent), valleien (Răut), drie grotten en omvat ook cultuurhistorische monumenten (archeologische sites en kloosters van Orheiul Vechi, Curchi, Hirova).

## Afbeeldingen

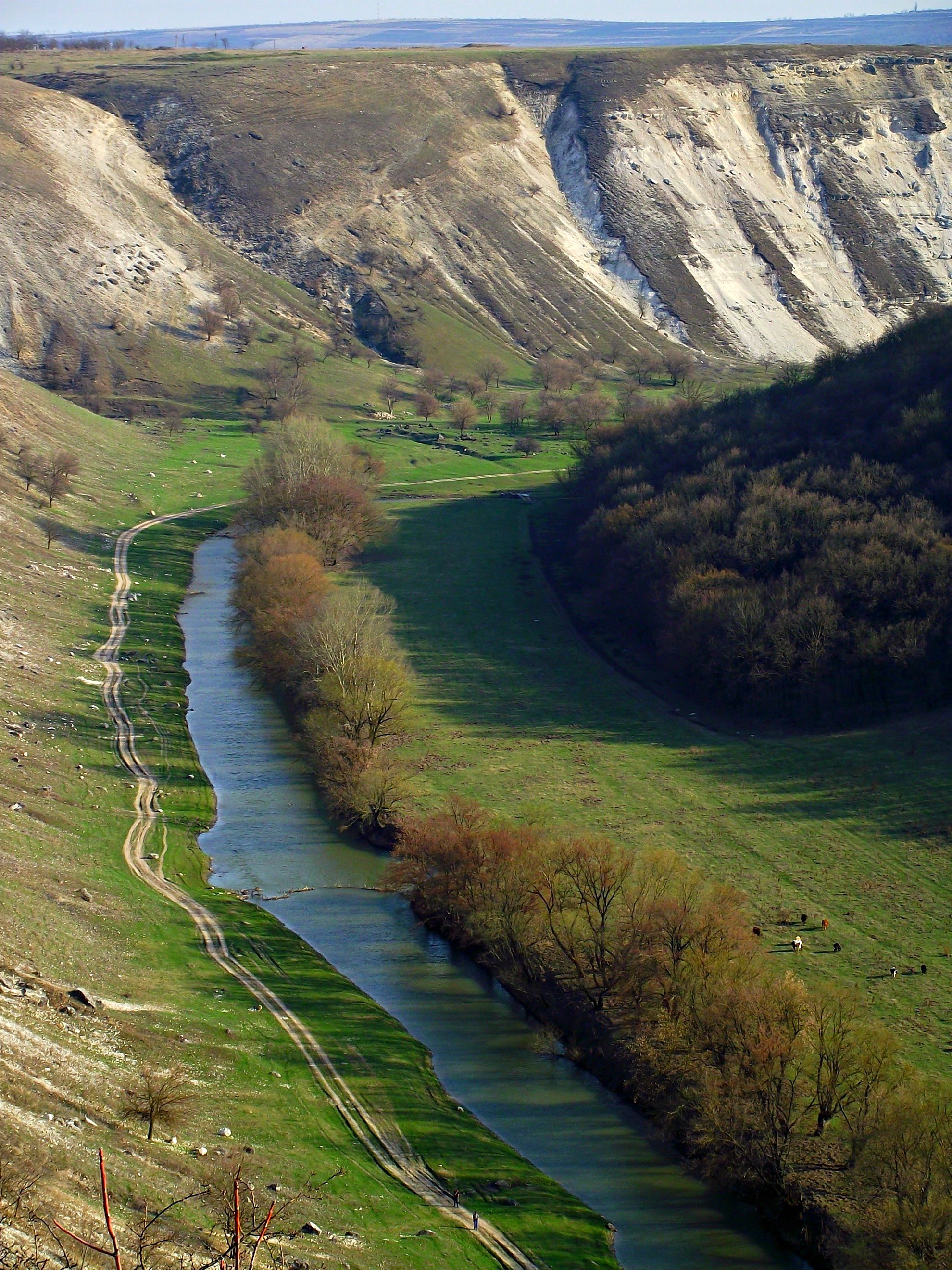
Vallei van de Răut
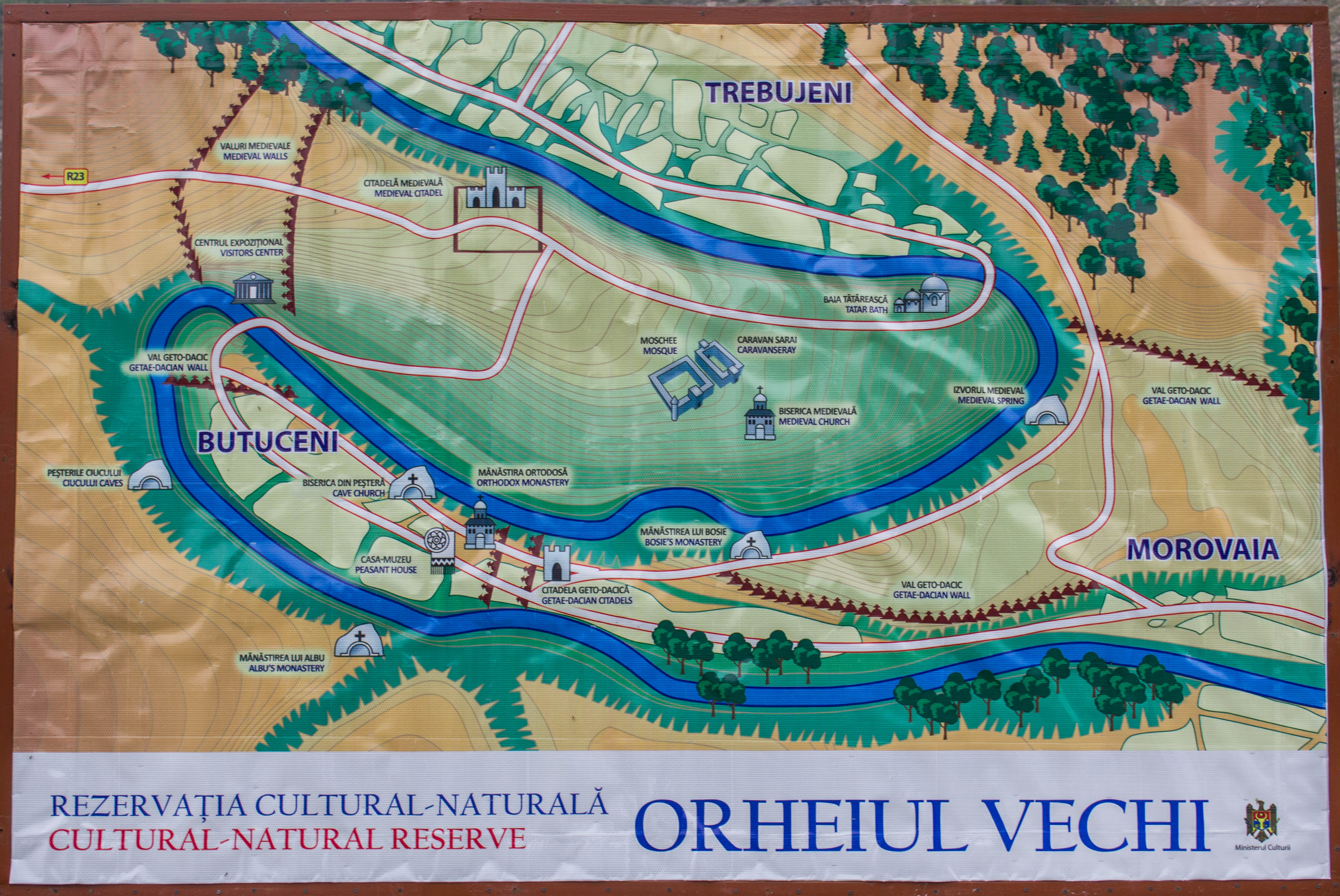
Kaart van een deel van het park
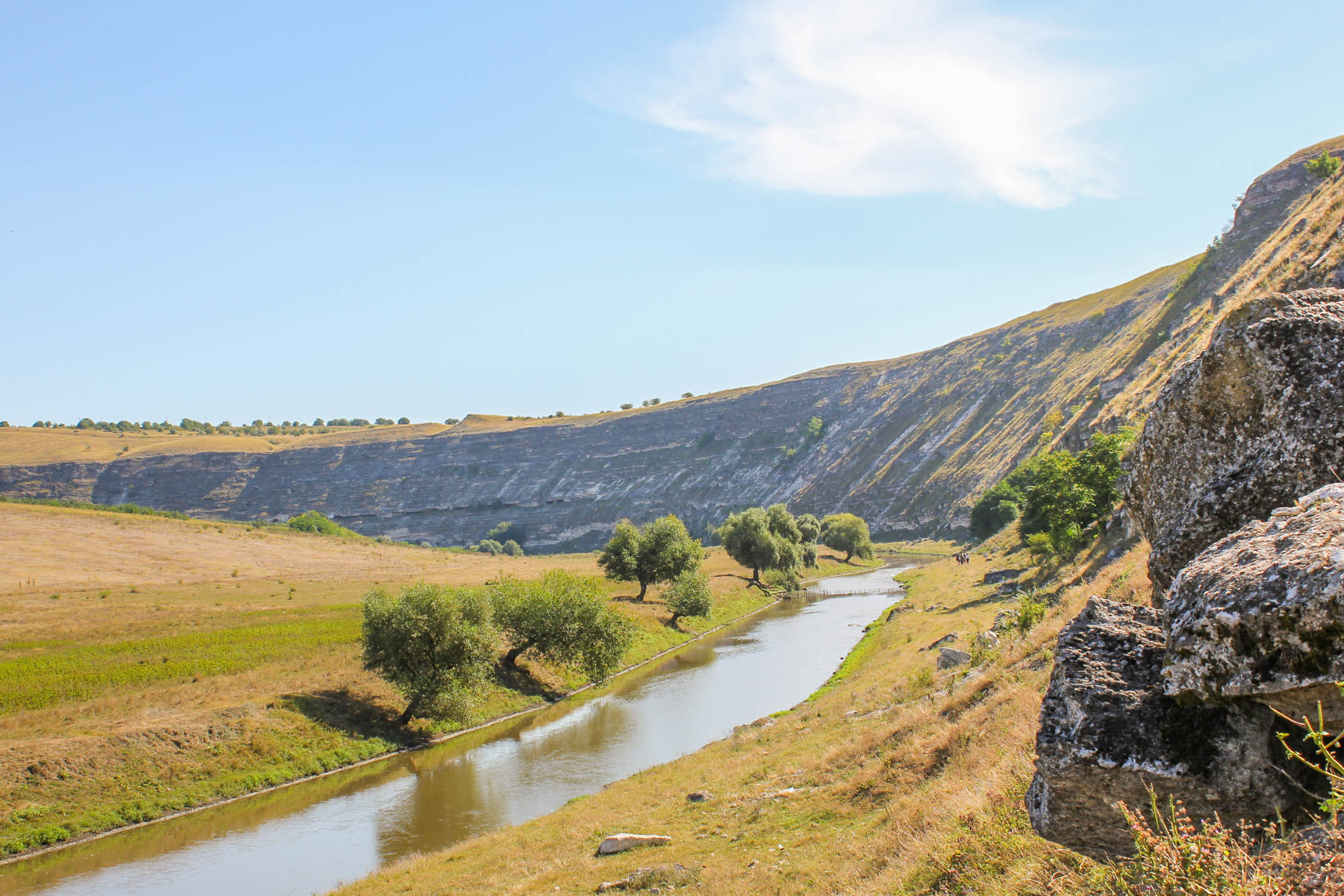
Meanders van de Răut
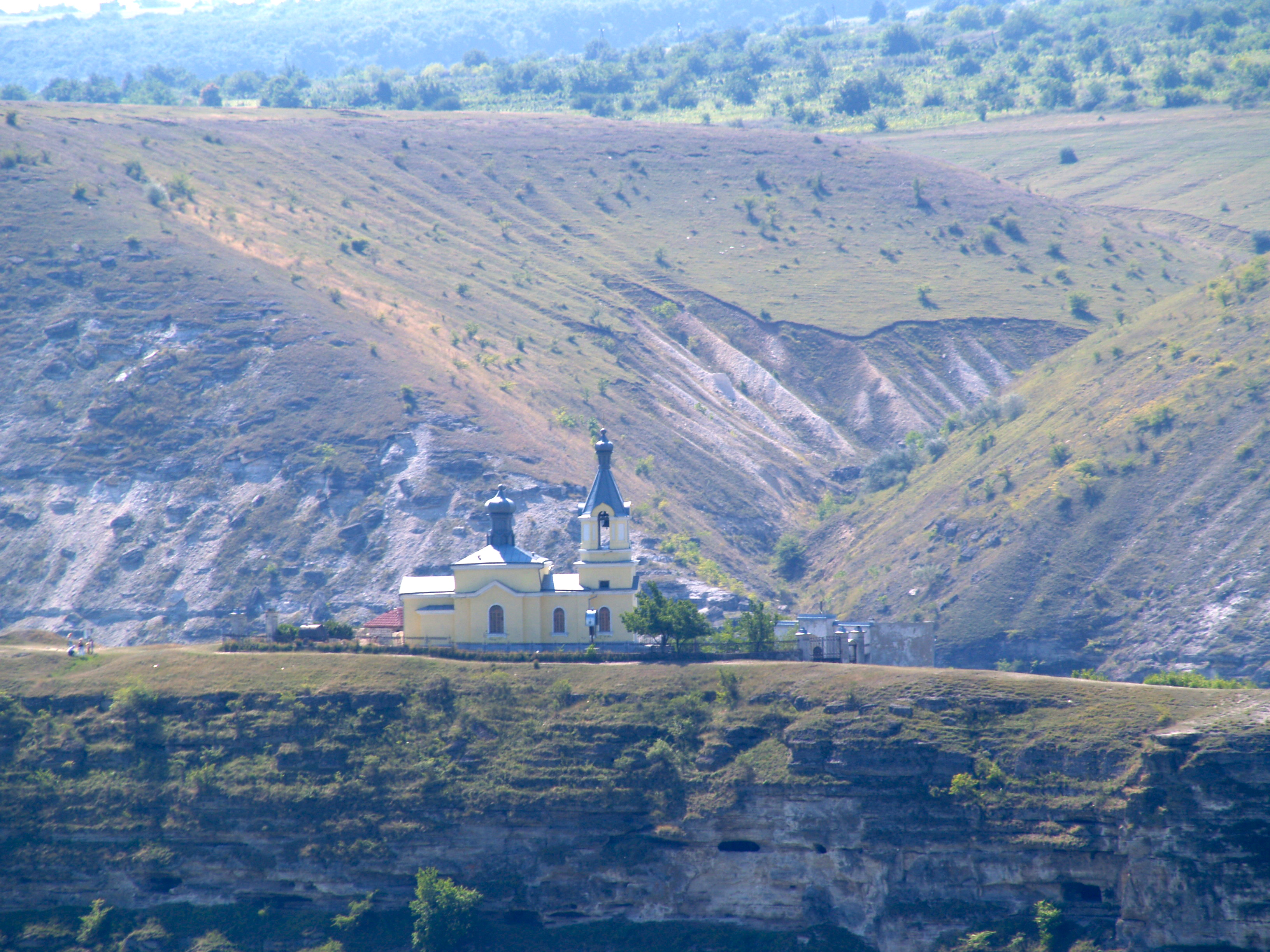
Klooster Orheiul Vechi
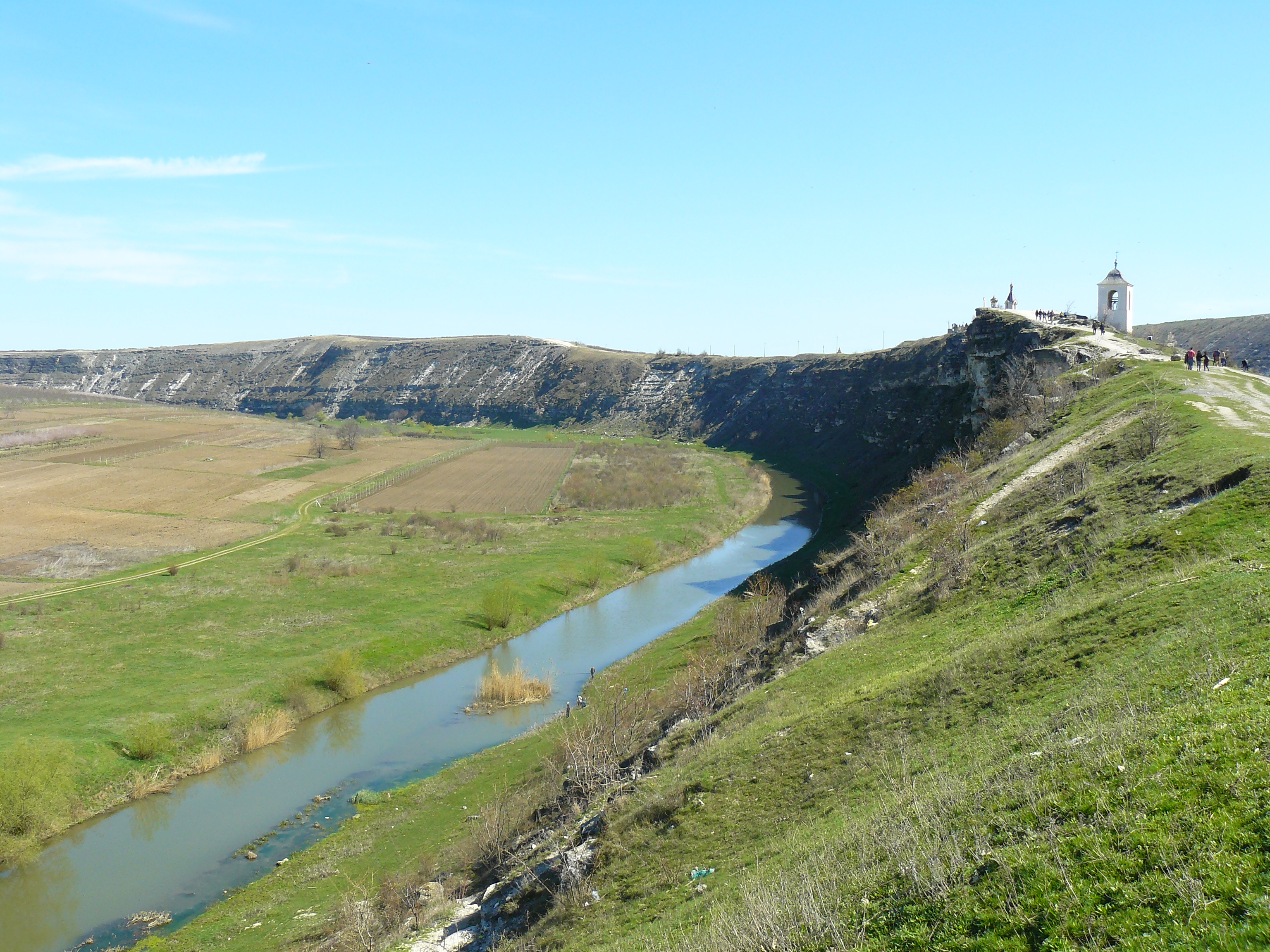
Meanders van de Răut